# Apple Display Connector
L'Apple Display Connector (ADC) è un connettore brevettato utilizzato da Apple per i suoi monitor LCD e le ultime versioni di monitor CRT. Il connettore venne utilizzato per la prima volta nel Power Mac G4. Il connettore racchiudeva al suo interno i segnali di un normale connettore VGA, i segnali digitali del connettore DVI, i segnali del bus USB e l'alimentazione. Il connettore era nato per eliminare il groviglio di cavi che normalmente si forma dietro un computer, Apple voleva raccogliere tutti i cavi in uno solo seguendo la sua filosofia: i prodotti devono essere semplici e comodi da usare. Il connettore riduceva effettivamente a cavi dato che la tastiera e il mouse dovevano essere collegati al monitor e non al computer, infatti l'organizzazione era molto più razionale e ordinata, ma oltre a Apple nessuno utilizzò questo connettore per i monitor. Tutti gli utenti che non compravano i monitor Apple erano costretti a utilizzare degli adattatori per collegare il monitor al computer. Visto lo scarso successo del connettore e le continue lamentele degli utenti quando nel giugno del 2004 Apple presentò la sua nuova linea di monitor LCD "aluminium" li presentò con un normale connettore DVI. Questa data infatti segna la fine del connettore ADC.